# Špaček laločnatý
Špaček laločnatý (Creatophora cinerea) je průměrně 20 cm velký pěvec z čeledi špačkovitých (Sturnidae).

## Znaky
Je převážně šedohnědý s tmavými křídly a ocasem. Výrazným znakem samců ve svatebním šatě je převislý černý lalok vyrůstající z hrdla a lysá žlutá kůže za okem.

## Rozšíření a výskyt
Vyskytuje se na otevřených travnatých plochách, v otevřených lesích a kulturní krajině v rozmezí od západní přes střední Afriku až po Jihoafrickou republiku.